# Hilkenbrook
Hilkenbrook är en kommun och ort i Landkreis Emsland i förbundslandet Niedersachsen i Tyskland.
Kommunen ingår i kommunalförbundet Samtgemeinde Nordhümmling tillsammans med ytterligare fyra kommuner.